# Bianca Rinaldi
Bianca de Carvalho e Silva Rinaldi (São Paulo, 15 de outubro de 1974) é uma atriz, apresentadora e ex-ginasta brasileira. Entre 1991 e 1993 foi atleta exclusiva do Clube Paineiras do Morumby, de São Paulo, no qual competia em torneios de ginástica artística. Seu maior êxito ocorreu no último ano de competição, no qual foi medalhista de ouro no Campeonato Estadual. Em 1989 participou da seletiva para o cargo de "Paquita Paulista" do Xou da Xuxa, porém não foi aprovada, por estar com muita idade. Incentivada pela apresentadora, tentou novamente uma nova seleção de Paquitas em 1990, no qual foi condecorada vencedora e ganhou o título de Xiquita Bibi, permanecendo como assistente de palco de Xuxa por 5 anos. Em 1997, após algumas participações, iniciou efetivamente a carreira de atriz interpretando a professora de ginástica Úrsula na terceira temporada do seriado Malhação. Logo após integrou o elenco de três produções do SBT, Chiquititas, Pícara Sonhadora e Pequena Travessa, sendo a protagonista nas duas últimas.
O reconhecimento veio em 2004, quando assinou contrato com a RecordTV e estrelou o remake de A Escrava Isaura, a qual chegou a atingir o primeiro lugar na audiência em alguns capítulos. No ano seguinte co-protagonizou Prova de Amor, interpretando uma médica que teve um dos filhos gêmeos sequestrado logo após o parto e passa oito anos procurando-o. Logo após também foi protagonista das telenovelas Caminhos do Coração, Os Mutantes e Ribeirão do Tempo, além de interpretara a antagonista da minissérie José do Egito. Pelo destaque dado a atriz, colocada como personagem central dos principais trabalhos e recebendo o maior salário da emissora, Bianca recebeu o título de "primeira-dama da teledramaturgia da Record" pelos críticos de televisão, sendo considerada a "queridinha" dos diretores do canal.
Em 2013 desligou-se da emissora e, no ano seguinte, integrou o elenco de Em Família, da Rede Globo, embora não tenha assinado contrato fixo, apenas para a obra em questão. Em 2017 também ingressou na primeira temporada do talent show de dança Dancing Brasil, no qual terminou na sexta colocação.

## Carreira

### 1989–03: Paquita e primeiros trabalhos
"Quando fui fazer o teste tive a noção de como as meninas já eram Paquitas prontas. Eu pensei 'eu não vou ganhar nunca'. Eu fui de camiseta, tênis e calça jeans. E elas de bota, loiríssimas, maquiadas. Talvez, por não ser lapidada, eu tenha ganho."

— Bianca sobre a surpresa de ter ganho o concurso para se tornar Paquita.
Em 1989 Bianca desistiu da carreira de ginasta para participar da seleção da "Paquita Paulista" do Xou da Xuxa, que ia escolher uma nova integrante para o time de assistentes de palco que morasse em São Paulo. Na seletiva, Bianca ficou entre as cinco finalistas entre as duas mil inscritas, embora quem tenha levado o título foi Juliana Baroni. No entanto, a jovem foi incentivada por Xuxa para se inscrever na próxima seleção que iria ser aberta para preencher o lugar de Andréia Sorvetão, no qual ela concorreu com outras sete mil garotas e foi revelada vencedora em 27 de março de 1990, ganhando o título de Xiquita Bibi. Bianca, que era morena, pintou os cabelos de loiro antes da final para adequar-se ao padrão das assistentes de palco da apresentadora, visando garantir a vaga. Naquele ano estreava em seus primeiros trabalhos como atriz no cinema em Lua de Cristal e Sonho de Verão.
Bianca ficou por cinco anos como Paquita, integrando os programas Xou da Xuxa, El show de Xuxa, Xuxa Park (Espanha), Paradão da Xuxa, Xuxa e Xuxa Park (Brasil), deixando o posto em 1995 com realização de uma nova seleção. Em 1995, após realizar o curso de teatro, realizou suas participações como atriz nas telenovelas Cara & Coroa e Explode Coração.
Em 1997 integrou o elenco principal da terceira temporada do seriado Malhação, interpretando a professora de ginástica Úrsula. Em 1998 entrou para a 1ª fase da terceira temporada da telenovela infantil Chiquititas, no qual interpretou a arrogante socialite Andréa, principal antagonista da trama naquela fase, que infernizava a vida da protagonista Carolina, permanecendo na trama até a 2ª fase da terceira temporada. Em 2001 realizou testes junto com Flávia Monteiro e Patrícia de Sabrit para interpretar a romântica Milla em Pícara Sonhadora, versão da telenovela mexicana La pícara soñadora. Bianca foi informada que havia sido escolhida para a personagem um mês antes da estreia, encarando sua primeira protagonista, a sofredora Mila, que se muda do interior para a capital paulista buscando melhor condições de vida.
Em 2002 interpretou a protagonista Júlia em Pequena Travessa, novamente uma versão de mexicana de Mi pequeña traviesa, no qual comicamente a personagem precisava se vestir de menino para conseguir um emprego e sustentar a família.

### 2004–13: Reconhecimento e protagonistas

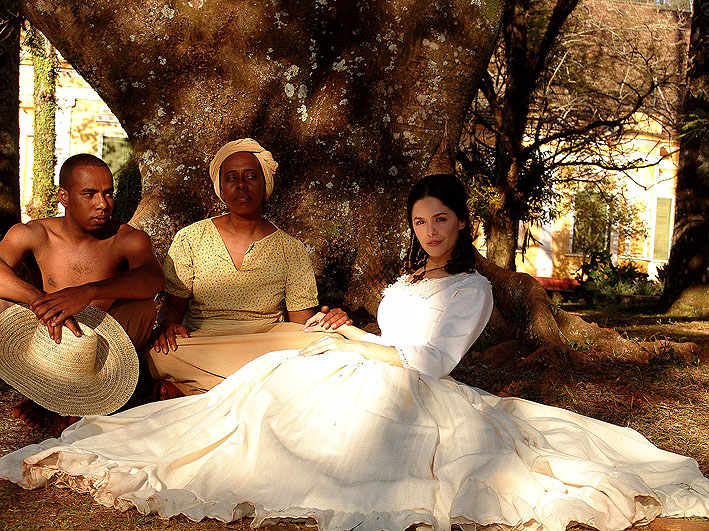
Bianca nos bastidores de A Escrava Isaura, em 2004.

Em junho de 2004, Bianca foi convidada pelo diretor Jayme Monjardim para integrar o elenco da telenovela América, da Rede Globo, porém o contrato exigia que a atriz assinasse o contrato sem ter um personagem definido ainda. Na época também foi contatada por Herval Rossano – que estava reformulando o núcleo de teledramaturgia da RecordTV para reabri-lo com equipamentos de última geração, novos autores e estúdios, o qual não existia dentro da emissora desde 1977 – sendo convidada para estrelar o remake de A Escrava Isaura, aceitando e alegando que a personagem era um sonho de toda atriz. A trama teve grande repercussão, atingindo índices de audiência que chegaram em alguns momentos a 23 pontos e a primeira colocação, alçando Bianca a grande aposta da emissora, além de se tornar personalidade constante em capas de revista. Em 2005 estreia como apresentadora do Ressoar, o qual promovia o desenvolvimento social e o combate à pobreza, bem como o exercício do voluntariado.

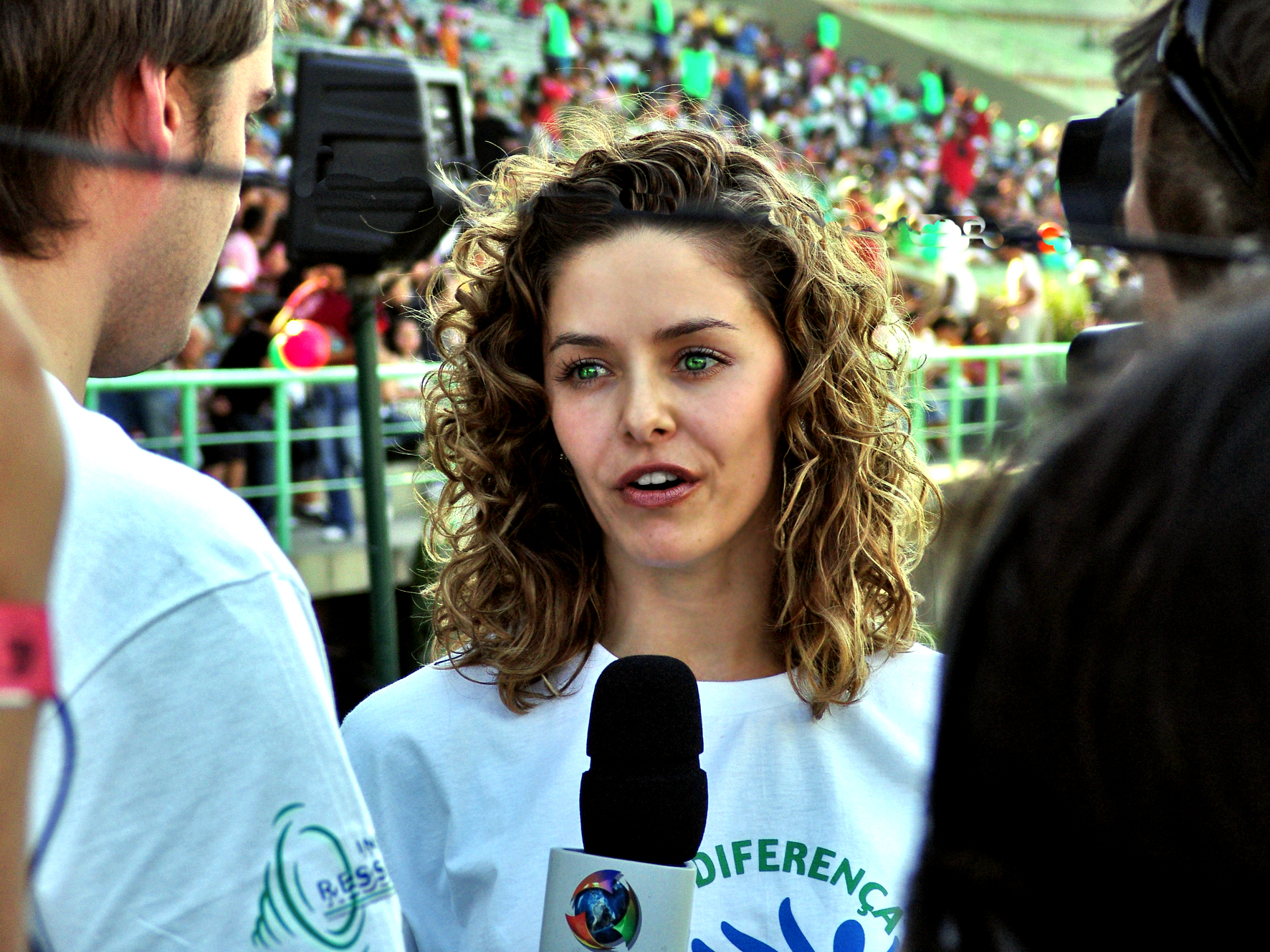
Bianca apresentando o especial do Ressoar em 2008.

No mesmo ano co-protagonizou Prova de Amor, interpretando a médica Joana, que teve um dos filhos gêmeos sequestrado logo após o parto e passa oito anos procurando-o e se envolvendo em ONGs de busca por crianças desaparecidas. Pelo destaque dado a atriz, colocada como protagonista dos principais trabalhos e recebendo o maior salário da emissora, Bianca recebeu o título de "primeira-dama da teledramaturgia da Record" pelos críticos de televisão, sendo considerada a "queridinha" dos diretores do canal. Em 2007 encara sua terceira protagonista na emissora, a artista circense Maria na telenovela juvenil Caminhos do Coração, a qual acaba descobrindo que poderes sobrenaturais e se torna a maior poderosa mutante dentre os revelados pela trama. Em 2008 deu seguimento a personagem na segunda temporada da trama, intitulada de Os Mutantes, na qual também interpretou a antagonista da história, a irmã gêmea perdida da protagonista, Samira.
O autor da história, Tiago Santiago, pretendia que Bianca continuasse como protagonista da terceira parte da trilogia Mutantes, a intitulada Promessas de Amor e que iria ao ar em 2009, porém a atriz anunciou sua gravidez e foi substituída por Renata Dominguez, tendo toda a história alterada para mudar o foco para novos personagens. Em 2010 protagonizou Ribeirão do Tempo como a tempestiva Arminda, uma personagem dúbia que era fria e calculista no mundo dos negócios, mas que acaba mostrando sua verdadeira personalidade nos braços de Joca. Em 2012 se tornou apresentadora do programa socioeconômico Extreme Makeover Social, que mostrava a vida de vilarejos em dificuldades que recebiam uma nova esperança através de trabalho voluntário. Em 2013 interpretou sua primeira antagonista em quase vinte anos de carreira, a rainha sanguinária Tany na minissérie José do Egito. No mesmo ano foi escalada como a protagonista de Pecado Mortal, porém a atriz decidiu não renovar o contrato com a emissora após quase dez anos.

### 2014–presente: Outros projetos
Em 2014 Bianca integrou o elenco da telenovela Em Família, da Rede Globo, sendo sua primeira produção na emissora em dezesseis anos, interpretando a médica Sílvia. A personagem veio após um encontro da atriz com Aguinaldo Silva em um evento, no qual a atriz foi fotografada ajoelhada aos pés do autor para pedir-lhe uma oportunidade em Império, a qual acabou não ocorrendo, mas gerou um convite para a trama de Manoel Carlos. Na ocasião, Bianca foi criticada pela imprensa por ter trocado uma série de protagonistas e uma carreira estável na RecordTV por uma personagem que fazia parte do núcleo secundário e que, por dias, se quer aparecia na trama, tendo comparações com Gabriel Braga Nunes e Tuca Andrada que retornaram a Globo em personagens principais e com contratos de longa data. Como o contrato de Bianca era por obra – ou seja, apenas para Em Família – a atriz não deu seguimento em outra novela na emissora ou foi efetivada como contratada fixa. Em 2015, Bianca participou da quarta temporada do talent show Super Chef Celebridades, que é exibido como um quadro do programa Mais Você, na qual terminou em terceiro lugar na competição . Em 2017, Bianca participou de um outro talent show que foi a primeira temporada do Dancing Brasil que é exibido pela RecordTV, na qual acabou ficando em sexto lugar na competição. Em 2018 faria inicialmente uma participação especial em Malhação: Vidas Brasileiras como uma professora de história que se envolvia com um aluno, porém sua personagem ficou fixa. Em 2022, retorna ao SBT para participar da segunda temporada do Bake Off Celebridades, onde ficou em segundo lugar. Em 2024, atuou em A Infância de Romeu e Julieta como a personagem Vera, mãe de um dos protagonistas. 

## Ginástica artística
Em 1978, com apenas quatro anos, Bianca começou a praticar ginástica artística. Em 1981 os empresários do Clube Paineiras do Morumby, de São Paulo, estiveram em uma competição esportiva em seu colégio para recrutar novos talentos, interessando-se pelo desempenho de Bianca, que foi contratada naquele ano, aos seis anos, e passou a treinar profissionalmente pelo clube, conquistando algumas medalhas em torneios estudantis. Em 1988 atingiu seu maior êxito ao garantir uma vaga no Campeonato Estadual de Ginástica Artística, porém teve um osso da bacia trincado três dias antes da competição devido a um tombo durante o treino. Apesar disso, Bianca conseguiu competir e levou a medalha de ouro no campeonato, seu maior êxito nesta carreira.

## Vida pessoal
Em 1995 começou a namorar o ator Nelson Freitas, ficando juntos até o ano seguinte. Em 1996 iniciou um relacionamento com o também ator Luka Ribeiro, permanecendo com ele até 2000. Em 2001 Bianca começou a namorar o empresário Eduardo Menga, que havia produzido o espetáculo Aluga-se um Namorado em que ela atuava, casando-se com ele em 2002. No final de 2008 anuncia que estava grávida de gêmeos e, em 10 de maio de 2009, nascem suas duas filhas, Beatriz e Sophia Rinaldi. A gestação ocorreu por meio de inseminação artificial. Bianca tem três enteados, frutos do primeiro casamento de Eduardo.

## Filmografia

### Televisão
| Ano     | Título                         | Personagem / Cargo                              | Notas                      | Emissora    |
| ------- | ------------------------------ | ----------------------------------------------- | -------------------------- | ----------- |
| 1990–92 | Xou da Xuxa                    | Paquita (assistente de palco)                   |                            | TV Globo    |
| 1991–93 | El show de Xuxa                | Paquita (assistente de palco)                   |                            | Telefé      |
| 1992    | Xuxa Park (Espanha)            | Paquita (assistente de palco)                   |                            | Telecinco   |
| 1992    | Paradão da Xuxa                | Paquita (assistente de palco)                   |                            | TV Globo    |
| 1993    | Xuxa                           | Paquita (assistente de palco)                   |                            | TV Globo    |
| 1994–95 | Xuxa Park (Brasil)             | Paquita (assistente de palco)                   |                            | TV Globo    |
| 1995    | Cara & Coroa                   | Mari                                            | Episódio: "7 de setembro"  | TV Globo    |
| 1995    | Explode Coração                | Daniela                                         | Episódio: "5 de janeiro"   | TV Globo    |
| 1997–98 | Malhação                       | Úrsula                                          |                            | TV Globo    |
| 1998    | Você Decide                    | Júlia                                           | Episódio: "Vida"           | TV Globo    |
| 1998–99 | Chiquititas                    | Andréa                                          | Temporada 3                | SBT         |
| 1999    | Terra Nostra                   | Adele                                           | Episódio: "21 de setembro" | TV Globo    |
| 2001    | Pícara Sonhadora               | Ludmilla Lopes (Milla)                          |                            | SBT         |
| 2002    | Pequena Travessa               | Júlia dos Santos Perez / Júlio                  |                            | SBT         |
| 2002    | SBT Palace Hotel               | Laraiah                                         | Especial de final de ano   | SBT         |
| 2004    | Meu Cunhado                    | Suzi                                            | Episódio: "Cartas na Mesa" | SBT         |
| 2004    | A Escrava Isaura               | Isaura dos Anjos / Elvira Vaz                   |                            | Rede Record |
| 2005–08 | Ressoar                        | Apresentadora                                   |                            | Rede Record |
| 2005    | Prova de Amor                  | Dr.ª Joana Martins Pena Marinho                 |                            | Rede Record |
| 2007–08 | Caminhos do Coração            | Maria Beatriz dos Santos Luz Mayer              |                            | Rede Record |
| 2008–09 | Os Mutantes                    | Maria Beatriz dos Santos Luz Mayer              |                            | Rede Record |
| 2008–09 | Os Mutantes                    | Maria Beatriz dos Santos Luz Mayer Samira Mayer |                            | Rede Record |
| 2010    | Ribeirão do Tempo              | Arminda Caligari                                |                            | Rede Record |
| 2011    | O Madeireiro                   | Laura                                           | Especial de fim de ano     | Rede Record |
| 2012    | Extreme Makeover Social        | Apresentadora                                   |                            | Rede Record |
| 2013    | José do Egito                  | Rainha Tany                                     |                            | Rede Record |
| 2013–15 | Se Eu Fosse Você: A Série      | Giovanna                                        |                            | Fox Brasil  |
| 2014    | Em Família                     | Dr.ª Silvia Monteiro Passos                     |                            | TV Globo    |
| 2015    | Os Homens São de Marte         | Fabiana                                         |                            | Multishow   |
| 2015    | Super Chef Celebridades        | Participante (3º lugar)                         | Temporada 4                | TV Globo    |
| 2017    | Dancing Brasil                 | Participante (6º lugar)                         | Temporada 1                | Rede Record |
| 2018–19 | Malhação: Vidas Brasileiras    | Prof.ª Leonor Fernandes                         |                            | TV Globo    |
| 2021    | A Fantástica Máquina de Sonhos | Íris Abravanel                                  | Episódio 10                | SBT         |
| 2022    | Bake Off Brasil: Celebridades  | Participante (2º lugar)                         | Temporada 2                | SBT         |
| 2023–24 | A Infância de Romeu e Julieta  | Vera Monteiro                                   |                            | SBT         |
| 2024    | Pra Sempre Paquitas            | Ela mesma                                       |                            | Globoplay   |

### Cinema
| Ano  | Título                | Personagem            | Notas          |
| ---- | --------------------- | --------------------- | -------------- |
| 1990 | Lua de Cristal        | Bianca                |                |
| 1990 | Sonho de Verão        | Bianca                |                |
| 2004 | Didi Quer Ser Criança | Mulher da rifa        |                |
| 2007 | Uma Aventura no Tempo | Cabeleira Negra (voz) | Dublagem       |
| 2013 | Sinal                 | Laura                 | Curta-metragem |
| 2017 | Impermanência         | Mãe de Tina           | Curta-metragem |
| 2025 | Dona Rosinha          | Maria Helena          | Curta-metragem |

## Teatro
| Ano     | Título                             | Personagem     |
| ------- | ---------------------------------- | -------------- |
| 1997–98 | Teen Lover                         | Mariana        |
| 1999    | As Meninas                         | Lorena         |
| 2001    | Aluga-se um Namorado               |                |
| 2003    | Tudo de Mim                        |                |
| 2004    | A Pedra Mágica                     |                |
| 2005    | Jeitinho Brasileiro                |                |
| 2006    | A Vida Intima de Laura             |                |
| 2007    | Amor de Comédia                    |                |
| 2012    | Meio Lá, Meio Cá                   |                |
| 2013    | A Falecida                         |                |
| 2016    | Paixão de Cristo de Nova Jerusalém | Maria          |
| 2016–17 | Nove em Ponto                      |                |
| 2017    | Adeus                              | Luiza          |
| 2021    | Silvio Santos Vem Aí! - Musical    | Íris Abravanel |
| 2024    | Paixão de Cristo - Miguel Leão     | Maria          |
| 2025    | Paixão de Cristo - Miguel Leão     | Herodíade      |

## Prêmios e indicações
| Ano  | Premiação                 | Categoria                                   | Trabalho                   | Resultado |
| ---- | ------------------------- | ------------------------------------------- | -------------------------- | --------- |
| 2002 | Prêmio Contigo! de TV     | Melhor Atriz                                | Pequena Travessa           | Indicada  |
| 2002 | Prêmio Contigo! de TV     | Melhor Par Romântico (com Rodrigo Veronese) | Pequena Travessa           | Indicada  |
| 2002 | Troféu Super Cap de Ouro  | Melhor Atriz                                | Pequena Travessa           | Venceu    |
| 2002 | Prêmio Jovem Brasileiro   | Melhor Atriz                                | Pequena Travessa           | Venceu    |
| 2006 | Prêmio Caras              | Melhor Atriz                                | A Escrava Isaura           | Venceu    |
| 2006 | Fundação Mara de Oro      | Melhor Atriz Estrangeira                    | A Escrava Isaura           | Venceu    |
| 2006 | Troféu Super Cap de Ouro  | Destaque Feminino da Televisão              | Prova de Amor              | Venceu    |
| 2006 | Prêmio Contigo! de TV     | Melhor Atriz                                | Prova de Amor              | Indicada  |
| 2006 | Prêmio Contigo! de TV     | Melhor Par Romântico (com Heitor Martinez)  | Prova de Amor              | Indicada  |
| 2008 | Prêmio Qualidade Brasil   | Melhor Atriz                                | Caminhos do Coração        | Indicada  |
| 2008 | Prêmio Contigo! de TV     | Melhor Atriz                                | Caminhos do Coração        | Indicada  |
| 2008 | Prêmio Contigo! de TV     | Par Romântico (com Leonardo Vieira)         | Caminhos do Coração        | Indicada  |
| 2009 | Prêmio Contigo! de TV     | Melhor Atriz                                | Os Mutantes                | Indicada  |
| 2010 | Prêmio Qualidade Brasil   | Melhor Atriz                                | Ribeirão do Tempo          | Indicada  |
| 2010 | Melhores do UOL e PopTevê | Melhor Atriz                                | Ribeirão do Tempo          | Indicada  |
| 2011 | Prêmio Quem de Televisão  | Melhor Atriz                                | Ribeirão do Tempo          | Indicada  |
| 2011 | Prêmio Contigo! de TV     | Melhor Atriz                                | Ribeirão do Tempo          | Indicada  |
| 2012 | Troféu Top of Business    | Ação Social                                 | Instituto “Eu Quero Viver” | Venceu    |
| 2013 | Prêmio Extra de Televisão | Melhor Atriz Coadjuvante                    | José do Egito              | Indicada  |
| 2014 | Prêmio Contigo! de TV     | Melhor Atriz em Série/Minissérie            | José do Egito              | Indicada  |

## Medalhas
| Ano  | Evento                                     | AA              |
| ---- | ------------------------------------------ | --------------- |
| 1988 | Campeonato Paulista de Ginástica Artística | Medalha de ouro |